# إدارة ألتو باراغواي
إدارة ألتو باراغواي هي إدارة في باراغواي، ، عاصمتها فويرتي اوليمبو .

## جغرافيا
تقع الإدارة في شمال غرب باراغواي وتتاخم الحدود مع البرازيل وبوليفيا ، تبلغ مساحتها 82٬349 كيلومتر مربع.

### الموقع
تشترك في الحدود مع:
- إدارة كونسيبسيون
- مقاطعة بوكويرون
- بريزيدنت هايز

## التقسيمات الإدارية
- Fuerte Olimpo District [الإنجليزية]‏
- Bahía Negra [الإنجليزية]‏
- Capitán Carmelo Peralta [الإنجليزية]‏
- بويرتو كاسادو.

## ديموغرافيا
بلغ عدد سكانها 17٬219  نسمة (في 2017)